# 兵式体操
兵式体操（へいしきたいそう）は、森有礼が主導して学校教育に導入された軍隊式の体操。1885年、東京師範学校に最初に導入された。柔軟体操、各個教練、執銃体操、操銃法、部隊教練などを内容とし、軍隊式の集団訓練を通して「順良」「信愛」「威重」の三気質を養い、尊皇愛国の士気を練磨することを目的としたもの。1911年7月に「教練」と改称された。

## 概要
岩倉使節団の視察で、スイスの民兵制と学校教練が注目された。使節団に加わっていた山田顕義などが兵役負担軽減を理由として学校教練の導入を主張し、福澤諭吉などは気質鍛錬の教育効果を得る目的で学校教練の導入を主張した。1879年の徴兵令改正時には元老院で、当時の徴兵忌避問題の解決の方策として、兵役負担の軽減と幼少時に軍事訓練になじませるため小中学校に学校教練導入を検討したが不採用となった。1880年11月、文部省は体操伝習所生徒を対象に陸軍から教官を招聘して歩兵操練の一部を教授させて、学校教練導入の準備を始めた。
1882年、官立大阪中学校に歩兵操練が導入され、これを参考に歩兵操練を導入する師範学校・中学校が多くなったが、この歩兵操練は体操科の一部としての位置づけであった。1883年の徴兵令改正により歩兵操練科卒業証書を受けたものに兵役年限満期前の早期帰休が規定されると、さらに多くの中学校等が歩兵操練を採用した。
1884年、文部省御用掛に森有礼が就任し、1885年、東京師範学校に歩兵操練に代えて兵式体操を導入した。森は兵式体操の導入によって学校を軍隊のような規律と秩序ある組織に変革する目的を持っていたが、森の暗殺によって「兵営化」が徹底されたのは師範学校のみとなった。1885年11月「府県立学校の兵式体操の教員養成に関する件」が制定され、1886年から体操伝習所で現役を退いた陸軍歩兵下士が兵式体操及軽体操の教員として養成されて学校に派遣された。一方、当時でも学校教育に軍隊の規律と秩序の導入は批判され、兵式体操は形骸化し、臨時教育会議において議論されることとなった。